# Rubischne
Rubischne (ukrainisch Рубіжне; russisch Рубежное Rubeschnoje) ist eine Stadt im Osten der Ukraine.
Sie ist mit 60.416 Einwohnern (November 2012) die achtgrößte Stadt der Oblast Luhansk.

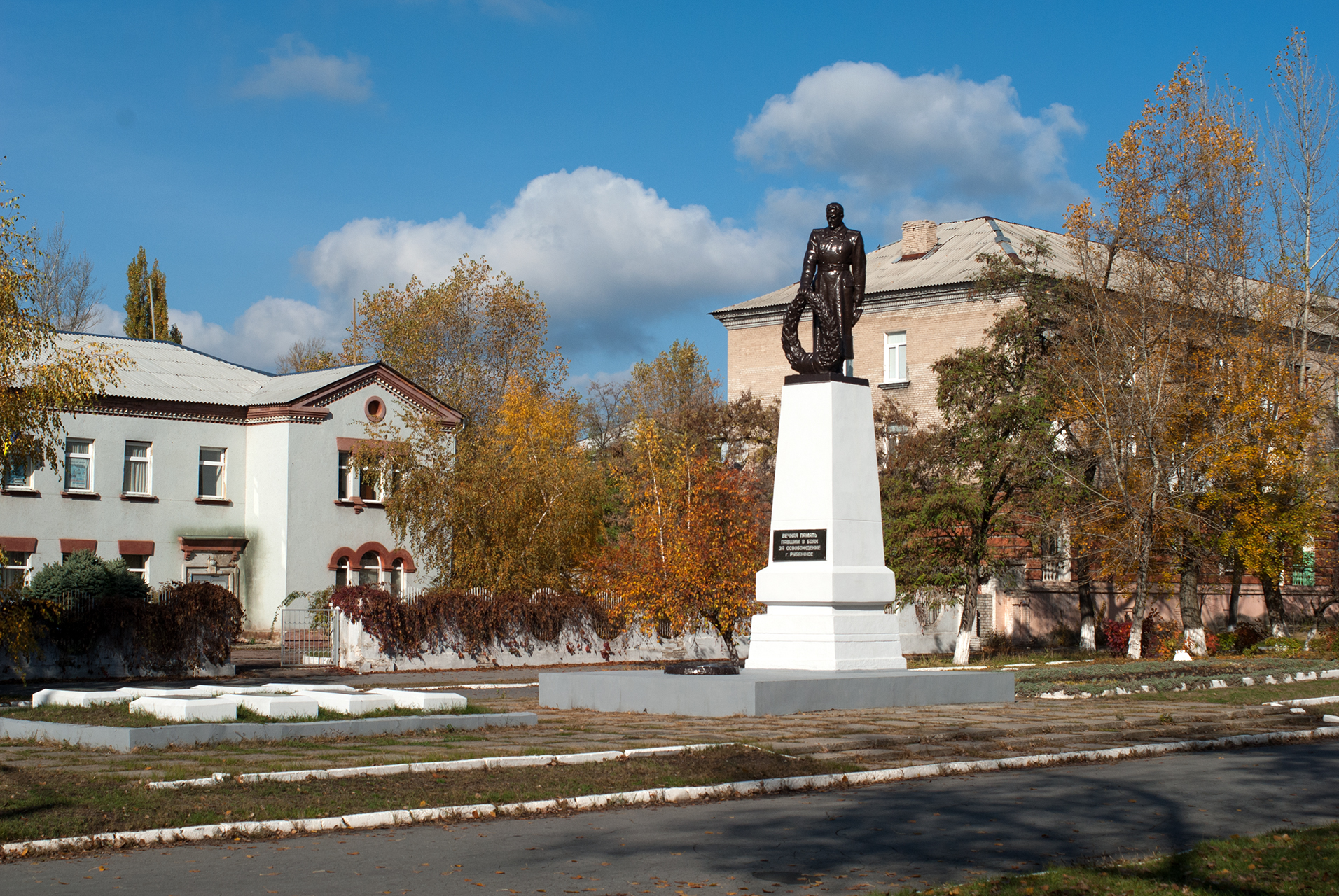
Denkmal im Ort

Rubischne ist bekannt für seine chemischen und pharmazeutischen Anlagen und Fabriken. Der Hauptsitz der Microkhim, des größten ukrainischen Herstellers von Stoffen und Arzneimitteln für die Kardiologie befindet sich, ebenso wie die Firma Rubezhnoye Pipe Plant, einer der größten Kunststoff-Rohr-Anlagen Hersteller der Ukraine, in der Stadt.

## Geschichte
Die Stadtentwicklung begann durch einen im Jahre 1904 gebauten Bahnhof. 1915 wurde die erste Chemiefabrik in der Stadt gebaut und im April 1930 wurde Rubischne zur Stadt erklärt. Seit dem Jahr 1940 hat sie den Status einer kreisfreien Stadt. Die Stadt wurde am 10. Juli 1942 von Truppen der Wehrmacht besetzt und am 31. Januar 1943 von der Roten Armee befreit.
Im Sommer 2014 wurde die Stadt im Verlauf des Ukrainekrieges durch Separatisteneinheiten der Volksrepublik Lugansk besetzt, diese wurden aber von Antiterroreinheiten der Ukrainischen Armee vertrieben.

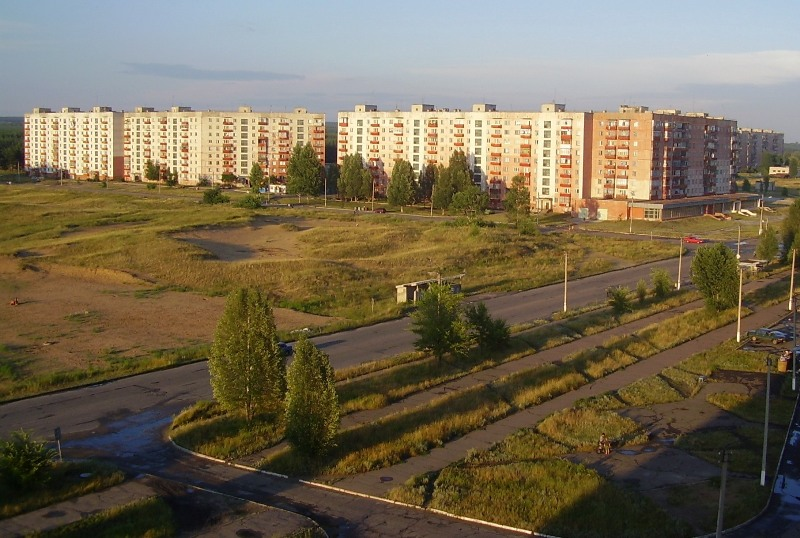
Wohnviertel in der Stadt

Seit dem Beginn des Russischen Überfalls auf die Ukraine beschießen russische Streitkräfte Rubischne. Im April schossen sie mit Artillerie auf Tanks mit Salpetersäure; zweimal explodierte jeweils ein Tank. Am 21. April 2022 befand sich die Stadt „teilweise“ unter der Kontrolle russischer Truppen. Nach Wochen des Widerstandes mussten die ukrainischen Streitkräfte den Ort der Russischen Armee überlassen.

## Geographie
Die Stadt liegt im Donezbecken am linken Ufer des Donez nahe den Städten Sjewjerodonezk, Lyssytschansk und Kreminna etwa 85 km nordwestlich zum Oblastzentrum Luhansk.
Die Länge der Stadt beträgt in Nord-Süd-Richtung 8,5 km und die Breite von West nach Ost beträgt 6 km. Die Oberfläche des Stadtgebietes ist relativ eben und liegt in einem Bereich von 50 bis 90 Meter über dem Meeresspiegel.

## Verwaltungsgliederung
Am 12. Juni 2020 wurde die Stadt zum Zentrum der neugegründeten Stadtgemeinde Rubischne (Рубіжанська міська громада/Rubischanska miska hromada). Zu dieser zählen auch die 13 in der untenstehenden Tabelle aufgelistetenen Dörfer, bis dahin bildete sie die gleichnamige Stadtratsgemeinde Rubischne (Рубіжанська міська рада/Rubischanska miska rada) welche direkt unter Oblastverwaltung stand und im Süden des ihn umschließenden Rajons Kreminna lag.
Seit dem 17. Juli 2020 ist sie ein Teil des Rajons Sjewjerodonezk.
Folgende Orte sind neben dem Hauptort Rubischne Teil der Gemeinde:
| Name                     | Name       | Name                       |
| ukrainisch transkribiert | ukrainisch | russisch                   |
| ------------------------ | ---------- | -------------------------- |
| Buhlakiwka               | Булгаківка | Булгаковка (Bulgakowka)    |
| Holubiwka                | Голубівка  | Голубовка (Golubowka)      |
| Klymiwka                 | Климівка   | Климовка (Klimowka)        |
| Krutenke                 | Крутеньке  | Крутенькое (Krutenkoje)    |
| Kudrjaschiwka            | Кудряшівка | Кудряшовка (Kudrjaschowka) |
| Mychajliwka              | Михайлівка | Михайловка (Michailowka)   |
| Piwnewe                  | Півневе    | Пивневое (Piwnewoje)       |
| Prohres                  | Прогрес    | Прогресс (Progress)        |
| Prystyne                 | Пристине   | Пристино (Pristino)        |
| Satyschne                | Затишне    | Затишное (Satischnoje)     |
| Schewtschenko            | Шевченко   | Шевченко                   |
| Skarhiwka                | Скаргівка  | Скарговка (Skargowka)      |
| Warwariwka               | Варварівка | Варваровка (Warwarowka)    |

### Klima
Die Stadt liegt in einer stark kontinentalen Klimazone mit ziemlich trockenen Sommern und schneereichen Wintern mit einer instabilen Schneedecke. Die durchschnittliche Temperatur des wärmsten Monats (Juli) beträgt 21 bis 22 °C und die des kältesten Monats (Januar) beträgt −7 bis −8 °C. Die maximale Temperatur erreicht im Sommer +39,5 °C, die Mindesttemperatur erreicht in einigen Wintern bis zu −34 °C. Frühlingsfröste treten bis Mitte April und die ersten Herbstfröste treten in der zweiten Hälfte des September auf. Die Dauer der frostfreien Periode beträgt daher 240 bis 260 Tage im Jahr. Die durchschnittlichen Niederschläge betragen bis zu 284 mm vom April bis zum Oktober, mit starken jährlichen Schwankungen.

## Bevölkerung

### Demographie
Quellen:
1916, 1949: 
1959: 
1970: 
1979: 
1989–2005: 
2012: 

### Ethnische Zusammensetzung
Laut Volkszählung der Bevölkerung der Ukraine (2001) gibt es zwei große ethnische Gruppen in der Stadt:
- Ukrainer – 60,3 %
- Russen – 37,3 %
- Weißrussen – 0,7 %

### Persönlichkeiten
- Raimund Genrichowitsch Piotrowski (1922–2009), sowjetischer Sprachwissenschaftler und mathematischer Linguist
- Wladimir Smirnow (1954–1982), sowjetischer Fechter
- Fjodor Jemeljanenko (* 1976), russischer Sambo- und MMA-Kämpfer
- Oleksandr Kajdasch (* 1976), Sprinter
- Olha Ljachowa (* 1992), Leichtathletin